# دانيال إينيس
دانيال إينيس هو سياسي أمريكي، ولد في 7 أبريل 1963 في كولومبوس في الولايات المتحدة. نشط حزبياً في الحزب الجمهوري. وقد انتخب عضو مجلس ولاية نيوهامبشير ‏.